# Old Southeast Town Hall

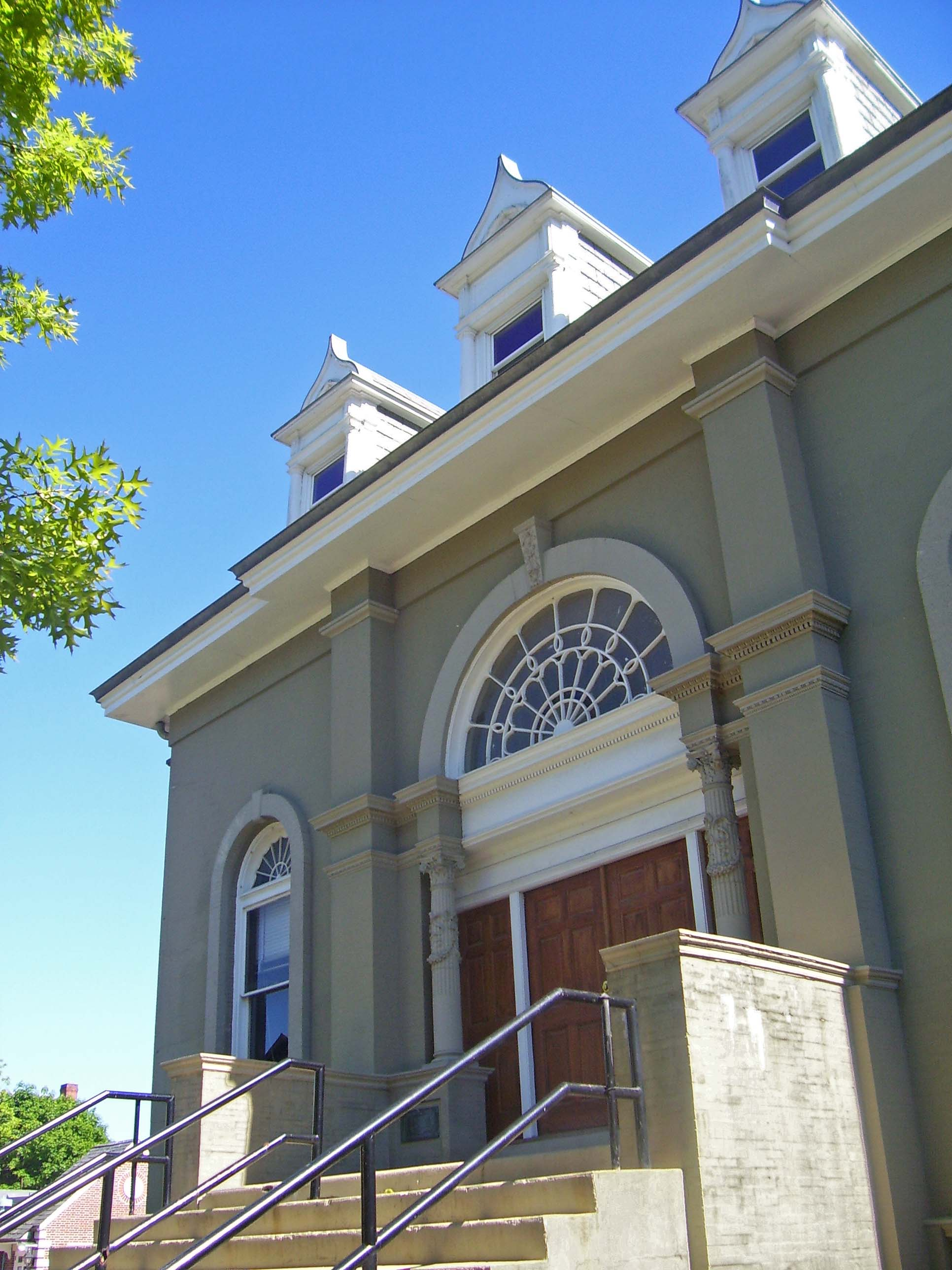
Ansicht der Old Southeast Townhall von Norden (2008)

Die Old Southeast Town Hall ist ein früheres Rathaus an der Main Street (U.S. Highway 6) in Brewster in New York, Vereinigte Staaten. Das Gebäude wurde im Jahr 1896 erbaut und beherbergte die Hauptdienststelle der Town of Southeast, zu der Brewster gehört. 1964 zogen der Stadtdirektor und der Kämmerer um in das Gebäude der kurz zuvor geschlossenen First National Bank of Brewster etwas weiter unten an derselben Straße, obwohl sich einige Büros der Stadtverwaltung bis heute in dem Gebäude befinden, das auch ein Heimatmuseum beherbergt.
Das Gebäude wurde 1979 in das National Register of Historic Places eingetragen und damit der Bedeutung dieses frühen vollentwickelten Bauwerks des Colonial Revival Rechnung getragen.

## Bauwerk
Bei dem Gebäude handelt es sich um ein dreistöckiges rechteckiges Bauwerk mit drei Jochen, in Läuferverband und heute mit spachtelverputzt ist. Die Vorderfassade hat einen abgesetzten, betonten Haupteingang mit einem Portikus in Höhe des zweiten Stocks, der von Pilastern eingerahmt wird. Diese reichen durchgehend bis zur Dachkante. Der Eingang selbst, der sich heute hinter modernen Windfangtüren befindet, besteht aus vier hölzernen Türen, die im neoklassizistischen Stil mit eingelassenen Säulen, vollem Hauptgebälk und einem großen Oberlicht eingerahmt sind. Auf beiden Seiten des Portikus befinden sich Schiebefenster, innerhalb der ähnlich geformten Schürzen über den kleineren Seiteneingängen.
Das Walmdach wird auf der Vorderseite durch drei Dachgauben unterbrochen, deren spitz zulaufende Kränze den neumaurischen Trend in der Architektur des frühen 19. Jahrhunderts widerspiegeln. Vier Konsole mit Kamine sitzen auf dem First.
Die Anordnung der übrigen vier Fenster auf der Vorderseite ist unregelmäßig. An der Ostseite befindet sich noch die ursprüngliche schmiedeeiserne Feuertreppe. An der Südseite befindet sich ein zusätzlicher Eingang zum Kellergeschoss des Gebäudes. An seinem westlichen Ende befindet sich ein kleiner, ähnlich gebauter Flügel, der kurz nach der Fertigstellung des Bauwerks hinzugefügt wurde und ein Gefängnis beherbergte; es ist der einzige Anbau des Gebäudes.
Im Inneren ist der Fußboden im Erdgeschoss mit nacktem Marmor belegt. Die Decke wird von zwei Reihen aus Gusseisen Säulen gestützt. Die Haupttreppe führt zu einem Hörsaal im ersten Obergeschoss führt. Dieses belegt die beiden Etagen bis zu hölzernen, sichtbaren Dachwerkdecke. Die drei Dachgauben liefern das Licht für den Balkon im Zuschauerraum dahinter.

## Geschichte
Brewster und die Umgebung erfuhren in den Jahren nach dem Amerikanischen Bürgerkrieg ein wesentliches Wachstum, das auf den Bau der Harlem Valley Railroad zurückzuführen ist. Deswegen wurde 1869 eine neue Townhall im Architekturstil des Second Empire erbaut. Dieses Bauwerk brannte am 23. Februar 1880 nieder, als ein Brand an der Südseite der Main Street viele Gebäude vernichtete. Einen 1882 errichteten Neubau traf 1893 dasselbe Schicksal.
Unter Berücksichtigung dieser beiden Brände wurde das derzeitige Gebäude durch die Firma Child & DeGroll aus New York City möglichst feuersicher gebaut, indem man sicherere Materialien wie Eisen und Backstein verwendete. Der Neubau wurde 1896 eröffnet und der Gefängnisflügel im Westen wurde 1900 angebaut.
Die Stadtverwaltung siedelte in dem Gebäude, bis aufgrund des weiteren Wachstums die Räume zu klein wurden. 1964 zogen der Kämmerer und der Stadtdirektor in das Gebäude der First National Bank of Brewster in der Nähe des Bahnhofs von Brewster an der Metro-North Railroad um, das kurz zuvor freigeworden war, als die Bank schloss. Das ein Jahr zuvor gegründete Southeast Museum zog schließlich in das Gebäude ein.
Vor der Anerkennung des Gebäudes als Baudenkmal wurde es 1977 umfassend renoviert. Diese Arbeiten, die dem Bauwerk sein ursprüngliches Aussehen zurückgaben, wurden gemeinsam durch das Museum und die Village Brewster finanziert. Der ausführende Architekt Richard Brennan aus New Canaan, Connecticut verwendete zur Restaurierung die ursprünglichen Pläne. Die Bühne wurde um drei Meter erweitert, um den Erfordernissen moderner Aufführung Folge zu leisten und der Keller wurde umgebaut, um einige kleinere Büros der Stadtverwaltung und anderer Einrichtungen der Gemeinde sowie das Gericht der Stadt aufzunehmen.
Der im Jahr 2002 aktualisierte Generalplan der Stadt empfahl Maßnahmen, nach denen das Gebäude den derzeitigen gesetzlichen Anforderungen entsprechen würde und die Nutzung verbessert werden sollte. Insbesondere das Gericht befand sich in zu engen Räumen. Dieser Plan führte schließlich zum Bau einer neuen Townhall und dem vollständigen Rückzug der Stadtverwaltung.